# محاصره دونگ‌نه
محاصره دونگ نه (انگلیسی: Siege of Dongnae) یکی از نبردهای تهاجم ژاپن به کره بود.